# Мецово
Мецово (Мечово, Мечково; грч. Μέτσοβο [], цинц. Aminciu) је градић у Грчкој, у области Епира. Мецовон припада округу Јањина у оквиру периферије Епир.
Мецово је одувек био познат као средиште цинцарске заједнице у Грчкој, а последњих година град је постао и најважније зимско туристичко одредиште у држави.

## Положај
Мецово се налази у источном делу Епира, на знатној надморској висини (1160 m). Насеље се сместило близу главног превоза преко Пинда, путем којег су Тесалија и Македонија повезане са Епиром и јонском обалом. Данас је овим питем изграђен савремен ауто-пут Игњација, па је град постао лако доступан и прометан. Ово је псоебно погодовало развоју зимског туризма током протекле две деценије.

## Историја
За време Другог светског рата на простору који су насељавали грчки Цинцари основана је квислишка творевина, тзв. Пиндско-македонска кнежевина са средиштем у Мецовону. После рата ова „квази-држава“ је укинута и поново враћена у оквир Грчке, али је цинцарско становништво деценијама трпело због овога.

## Становништво
Традиционално становништво Мецова су Цинцари. Током 20. века услед погрчавања већина месног становништва се почела изјашњавати Грцима.
У последња три пописа кретање становништва Мецова било је следеће:
| 1981. | 1991. | 2001. |
| ----- | ----- | ----- |
| 2.705 | 2.917 | 3.195 |

Кретање броја становника у општини по пописима:
| 1991. | 2001. | 2011. |
| ----- | ----- | ----- |
| 4.125 | 4.417 | 6.196 |

## Галерија слика
- Стара балканска градња доминира градом
- Месна Црква св. Петке
- Типични камени кровови старог Мецова
- Пинди у близини града